# Glabridorsum punctatum
Glabridorsum punctatum là một loài tò vò trong họ Ichneumonidae.